# Castéra-Lou
Castéra-Lou é uma comuna francesa na região administrativa de Occitânia, no departamento dos Altos Pirenéus. Estende-se por uma área de 4,82 km², Em 2010 a comuna tinha 238 habitantes (densidade: 49,4 hab./km²)..